# Ma Se-geon
Ma Se-geon (kor. 마 세건, ur. 24 stycznia 1994 w Pusan) – południowokoreański szermierz specjalizujący się w szpadzie, brązowy medalista igrzysk olimpijskich.
Walczy lewą ręką. Na igrzyskach olimpijskich w Tokio Koreańczycy w składzie: Park Sang-young, Ma Se-geon, Song Jae-ho i Kweon Young-jun zdobyli brązowy medal drużynowo. Na tej samej imprezie zajął 33. siódmą pozycję w rywalizacji indywidualnej. 
Ponadto zdobył brązowy medal drużynowo na igrzyskach azjatyckich w Hangzhou (2022).